# Шкарпетки

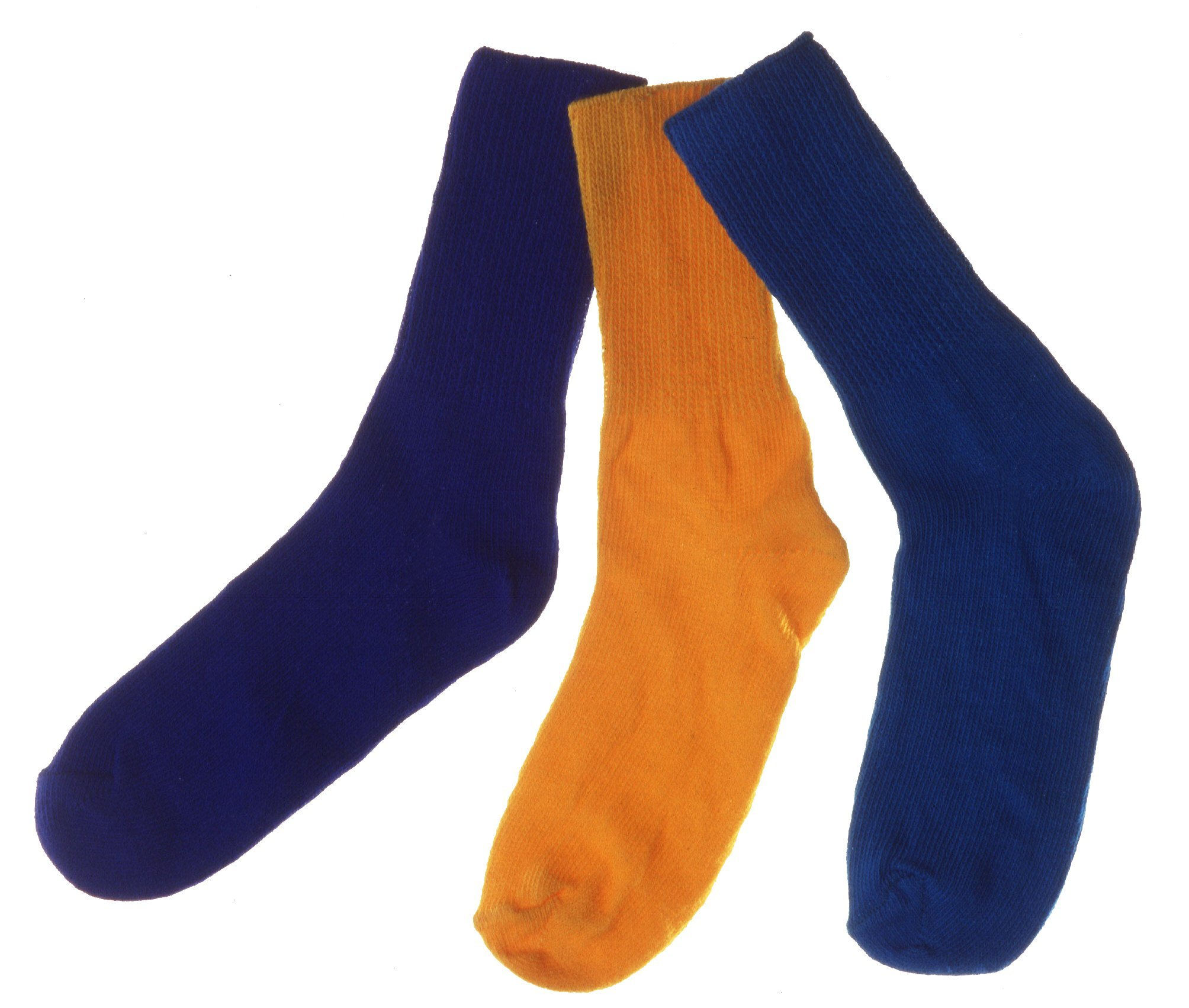
Шкарпетки

Шкарпе́тка (від італ. scarpetta — «чобіток»), також носо́к — парний тканинний предмет одягу, призначений для ніг. Зазвичай слово вживається у множині — «шкарпе́тки».

## Історія
Шкарпетки були винайдені у Стародавній Греції. Шльопанці з м'якої шкіри були жіночим домашнім одягом. Шкарпетки римлян були трохи нижче коліна, а з часом і зовсім перетворилися на панчохи. В'язані шкарпетки з'явились в Іспанії в XVI столітті. Їх в'язали вручну і прикрашали вишивкою. Займалися цим, як правило, чоловіки. У 1589 році випускник Кембриджа, магістр філософії Вільям Лі винайшов панчішнов'язальну машину. Його машина була здатна робити у хвилину тисячу двісті петель. Це було великим результатом на той час, наприклад під час ручної в'язки вдавалось зробити не більш ніж сто петель.
Дешеві панчохи машинного в'язання швидко витіснили панчохи, зв'язані вручну. А ті вже були витіснені панталонами. Панчохи стали зменшуватися і знову перетворилися на шкарпетки. Остаточно вони змінились під час Першої світової війни, коли через дефіцит матеріалу почали економити на довжині шкарпеток.

## Матеріали
Шкарпетки виготовляють з синтетичних волокон, волокон рослинного або тваринного походження. При цьому в матеріалі одних шкарпетках можуть комбінуватися всі три класи волокон.

### Натуральні матеріали
- Бавовна
- Вовна (зокрема — верблюжа, козяча, овеча)
- Льон
- Шовк